# Palmer (Tennessee)
Palmer es un pueblo ubicado en el condado de Grundy en el estado estadounidense de Tennessee. En el Censo de 2010 tenía una población de 672 habitantes y una densidad poblacional de 52,51 personas por km².

## Geografía
Palmer se encuentra ubicado en las coordenadas 35°21′27″N 85°33′56″O / 35.35750, -85.56556. Según la Oficina del Censo de los Estados Unidos, Palmer tiene una superficie total de 12.8 km², de la cual 12.8 km² corresponden a tierra firme y (0%) 0 km² es agua.

## Demografía
Según el censo de 2010, había 672 personas residiendo en Palmer. La densidad de población era de 52,51 hab./km². De los 672 habitantes, Palmer estaba compuesto por el 98.66% blancos, el 0% eran afroamericanos, el 0.6% eran amerindios, el 0% eran asiáticos, el 0% eran isleños del Pacífico, el 0% eran de otras razas y el 0.74% pertenecían a dos o más razas. Del total de la población el 0% eran hispanos o latinos de cualquier raza.